# Atentados de 11 de dezembro de 2010 em Estocolmo
Os atentados de 11 de dezembro de 2010 em Estocolmo ocorreram quando duas bombas explodiram na rua Drottninggatan, no centro de Estocolmo, capital da Suécia, matando um homem-bomba e ferindo outras duas pessoas. O ministro sueco dos relações internacionais, Carl Bildt, e o Serviço de Segurança Sueco (SÄPO) descreveram os ataques como atos de terrorismo.
Acredita-se que as explosões tenham sido realizadas por um cidadão iraquiano sueco, cujo nome foi relatado como Taimour Abdul-Wahab al-Abdaly. A Norsk Rikskringkasting descreveu o evento como o primeiro ataque suicida do terrorismo islâmico nos países nórdicos.